# Келантан
Кела́нтан (малайск. Kelantan Darul Naim / كلنتن دار النّعيم, кит. 吉兰丹) — султанат в Малайзии; штат Малайзии, входящий в федерацию. Административный центр штата — город Кота-Бару, код — KN.

## История
Название штата Келантан произошло от малайского слова cajuput (дословно — чайное дерево болот).
Ранняя история Келантана прослеживается ещё в древние времена. Ранний Келантан имел связи с королевством Фунань, Кхмерской империей, Шривиджаей и Сиамом. Около 1411 года раджа Кумар, правитель Келантана, стал независимым от Сиама; К концу XV века Келантан стал важным центром торговли. В 1499 году Келантан стал вассалом Малаккского султаната. С падением Малакки в 1511 году Келантан был разделён на небольшие княжества и управлялся мелкими вождями, которые частично признали сюзеренитет государства Паттани, который в свою очередь был вассалом Сиама. В 1603 году большинство этих мелких вождей стало в непосредственное подчинение от Паттани.
Около 1760 года раджа княжества Кубанг Лабу (по имени либо Лонг Мухаммад, либо Лонг Пандак) начал объединение мелких княжеств Келантана. Вскоре после того в 1764 году Лонг Йунус был назначен как пенгхулу города Кота-Бару; в то время как его брат, Ник Мухаммадиах стал первым султаном единого государства Келантан под именем Мухаммадиах I. В 1812 году Лонг Сеник, сын Мухаммадиаха I с разрешения Таиланда стал султаном под именем Мухаммадиаха II.
В 1820-е годы Келантан был одним из наиболее густонаселенных и преуспевающих государств на Малайском полуострове, избегал войн и споров, которыми были обременены соседние южные и западные государства. Таиланд продолжал играть важную роль в управлении Келантаном в течение всего XIX века. В соответствии с Англо-Сиамским соглашением 1909 года тайцы передали Великобритании право на управление султанатами Келантан, Теренггану, Кедах и Перлис. Келантан таким образом стал одной из территорий Британской империи.
Во время Второй мировой войны Келантан стал первой территорией Малайзии, захваченной Японией в ходе Малайской операции (8 декабря 1941 года). Келантан был возвращён под британский контроль только спустя почти 4 года, в августе 1945 года. Келантан стал частью федерации Малайя 1 февраля 1948 года; вместе с другими государствами Малайзии достиг независимости 31 августа 1957 года. 16 сентября 1963 года Келантан стал одним из составляющих штатов Малайзии.

### Раджи и султаны Келантана из рода Бугис
- 1790—1800: Лонг Йунус бин Раджа Лонг Сулайман
- 1800—1836: Мухаммад-шах I, возможно, сын предыдущего
- 1838—1886: Мухаммад-шах II, племянник предыдущего
- 1886—1889: Ахмад-шах, сын предыдущего
- 1889—1891: Мухаммад-шах III, сын предыдущего
- 1891—1899: Мансур-шах, брат предыдущего
- 1900—1920: Мухаммад-шах IV, племянник предыдущего
- 1920—1946: Исмаил-шах, сын предыдущего
- 1946—1960: Ибрагим-шах, брат предыдущего
- 1960—1979: Яхья Петра, сын предыдущего. В 1975—1979 годах — король Малайзии.
- 1979—2010: Исмаил Петра, сын предыдущего.
- С 13 сентября 2010: Мухаммад V, сын предыдущего. В 2016—2019 годах — король Малайзии.

## Административное деление
Штат делится на 12 районов:
| 1. Кота-Бару 2. Пасир Мас 3. Тумпат 4. Пасир Путех | 5. Бакхок 6. Куала Краи 7. Макханг 8. Танах Мерах | 9. Джели 10. Гуа Мусанг 11. Дабонг 12. Кота-Махлигаи |